# Хойбнер, Конрад
Конрад Леонхард Хойбнер (в старых русских источниках Гейбнер, нем. Konrad Leonhard Heubner; 8 апреля 1860, Дрезден — 6 июня 1905, Кобленц) — немецкий композитор и дирижёр. Сын Отто Хойбнера.
В 1878—1879 годах учился в Лейпцигской консерватории, изучал также музыковедение у Гуго Римана. Затем продолжил образование в Вене у М. Г. Ноттебома и, в 1881 году, в Дрезденской консерватории у Франца Вюльнера, Жана Луи Никоде и Адольфа Бласмана.
С 1884 года второй дирижёр Берлинской певческой академии. С 1890 года до конца жизни работал в Кобленце как хоровой дирижёр и директор городской консерватории, во главе которой сменил Рафала Машковского.
Автор симфонии (1899), оркестровых увертюр и камерной музыки. В песнях Хойбнера отмечалось сильное влияние Иоганнеса Брамса.